# Châlons-en-Champagne

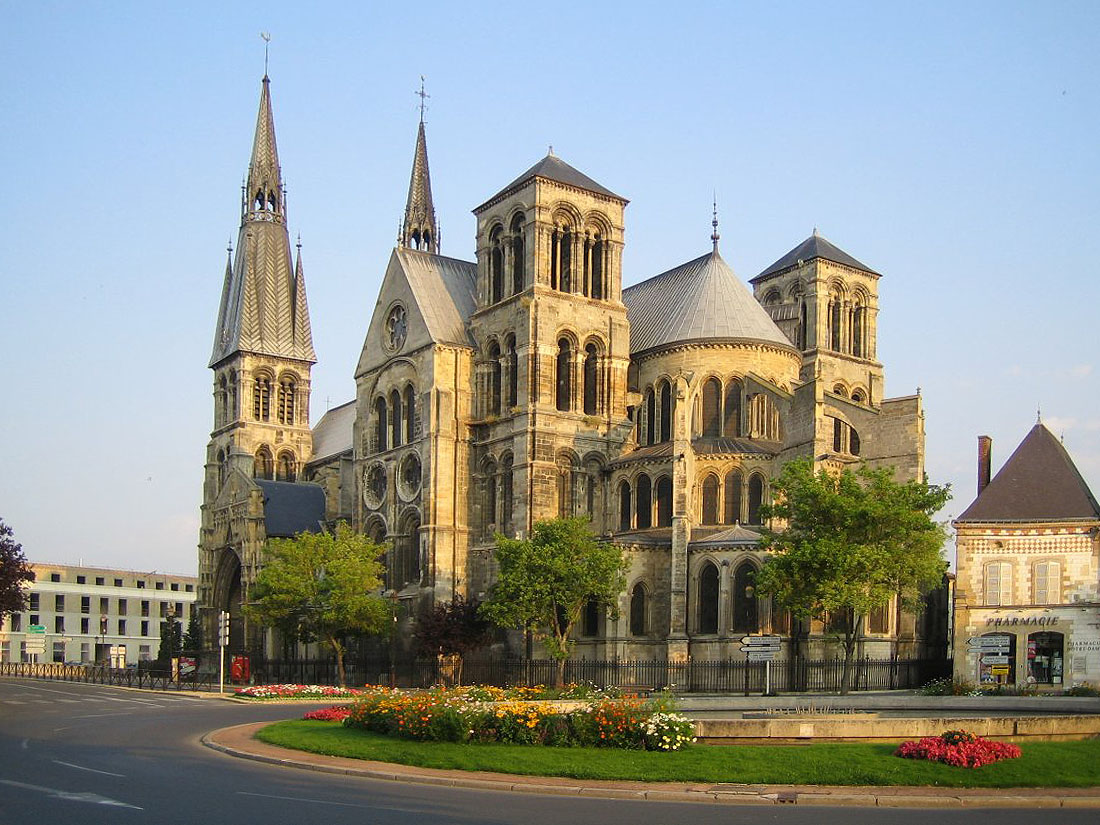
Notre-Dame-en-Vaux

Châlons-en-Champagne, stad och kommun i departementet Marne Frankrike cirka 15 mil öster om Paris med 43 218 invånare (2022), belägen vid floden Marne. Châlons-en-Champagne är den administrativa huvudstaden i departementet Marne och i regionen Champagne-Ardennes.
Châlons-en-Champagne var från slutet av 1700-talet till och med år 1995 känd som Châlons-sur-Marne. Staden ville bryta en nedåtgående trend genom ett omfattande uppfräschningsprogram av stadens byggnader och institutioner och att byta till ett namn med bättre image.[källa behövs]

## Befolkningsutveckling
Antalet invånare i kommunen Châlons-en-Champagne
| Referens: INSEE |

## Kända personer
- Nicolas Appert (1749–1841) fransk uppfinnare